# 龍王行動
龍王行動，是緬甸獨裁者奈温和緬甸移民和人口部於1970年代在若開邦的大規模軍事行動，目的是清除盤據在那裡的羅興亞人聖戰者。奈温指聖戰者叛變，意圖建立伊斯蘭國家，鄰國孟加拉國解放戰爭的結束加強了緬甸政府對“外國入侵者”滲透其國家的擔憂。軍隊行動的主要目標是逮捕羅興亞愛國陣線（RPF）的成員和支持者，這是一個在鄰國孟加拉國流亡的政治組織。
1978年2月6日在實兌地區薩基帕拉村開始行動，同情叛亂分子的羅興亞人村民遭到緬甸軍隊大規模的逮捕和拷打、恐嚇，強姦和謀殺，行動歷時5個月3星期4天，大約20萬到25萬羅興亞人逃往鄰國孟加拉國(緬甸政府估計在行動期間150000人逃離緬甸，並宣稱大規模逃亡意味著羅興亞人事實上是“非法移民”)。在聯合國承認他們是難民後，開始了救援行動。其中同為穆斯林的孟加拉国政府為他們提供臨時棲身的營地。
1978年7月31日，緬甸和孟加拉國政府達成了關於遣返羅興亞難民的協議，並在協議後遣返回緬甸180,000人。